# Wólka Niedźwiedzka
Wólka Niedźwiedzka is een plaats in het Poolse district  Rzeszowski, woiwodschap Subkarpaten. De plaats maakt deel uit van de gemeente Sokołów Małopolski en telt 1800 inwoners.